# Spionicola mystaceus
Spionicola mystaceus – gatunek widłonoga z rodziny Clausiidae; jedyny przedstawiciel rodzaju Spionicola. Gatunek i rodzaj opisali w 2009 roku zoolodzy Tagea K.S. Björnberg i Wasilij Radaszewski. Miejsce typowe znajduje się na głębokości 1–5 m przy Praia do Curral na wyspie São Sebastião w brazylijskim stanie São Paulo. Skorupiaki te są pasożytami wieloszczetów Dipolydora armata zamieszkujących muszle żywych ślimaków lub muszle tychże ślimaków zajęte przez kraby pustelniki.